# Velké Karlovice

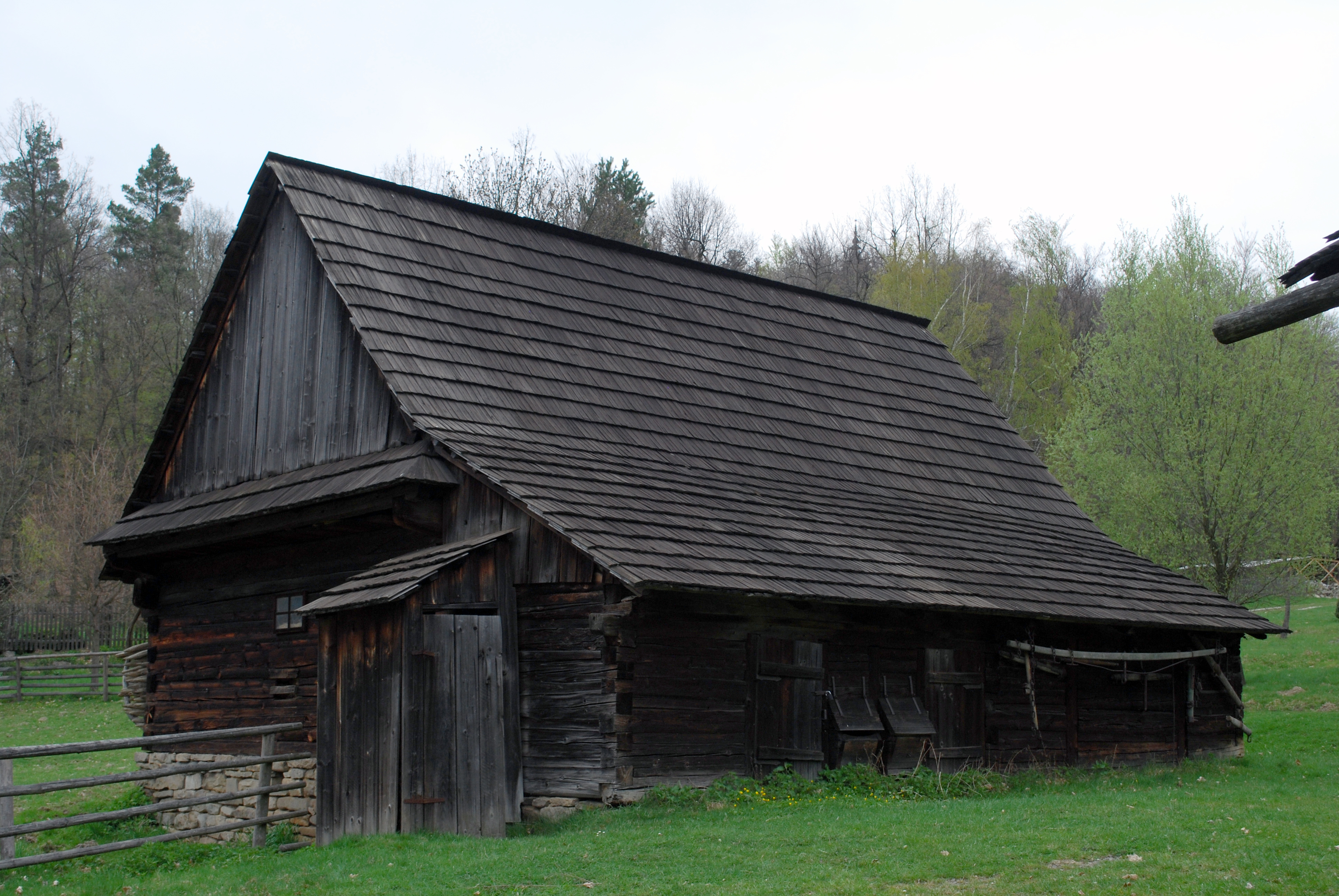
Chlew z gospodarstwa z Velkich Karlovic, 1926

Velké Karlovice – gmina w Czechach, w powiecie Vsetín, w kraju zlińskim. Według danych z dnia 1 stycznia 2012 liczyła 2548 mieszkańców.
Dzieli się na dwie części:
- Velké Karlovice
- Malé Karlovice

## Galeria

Dawne obiekty z Velkich Karlovic - skansen w Rožnovie pod Radhoštěm
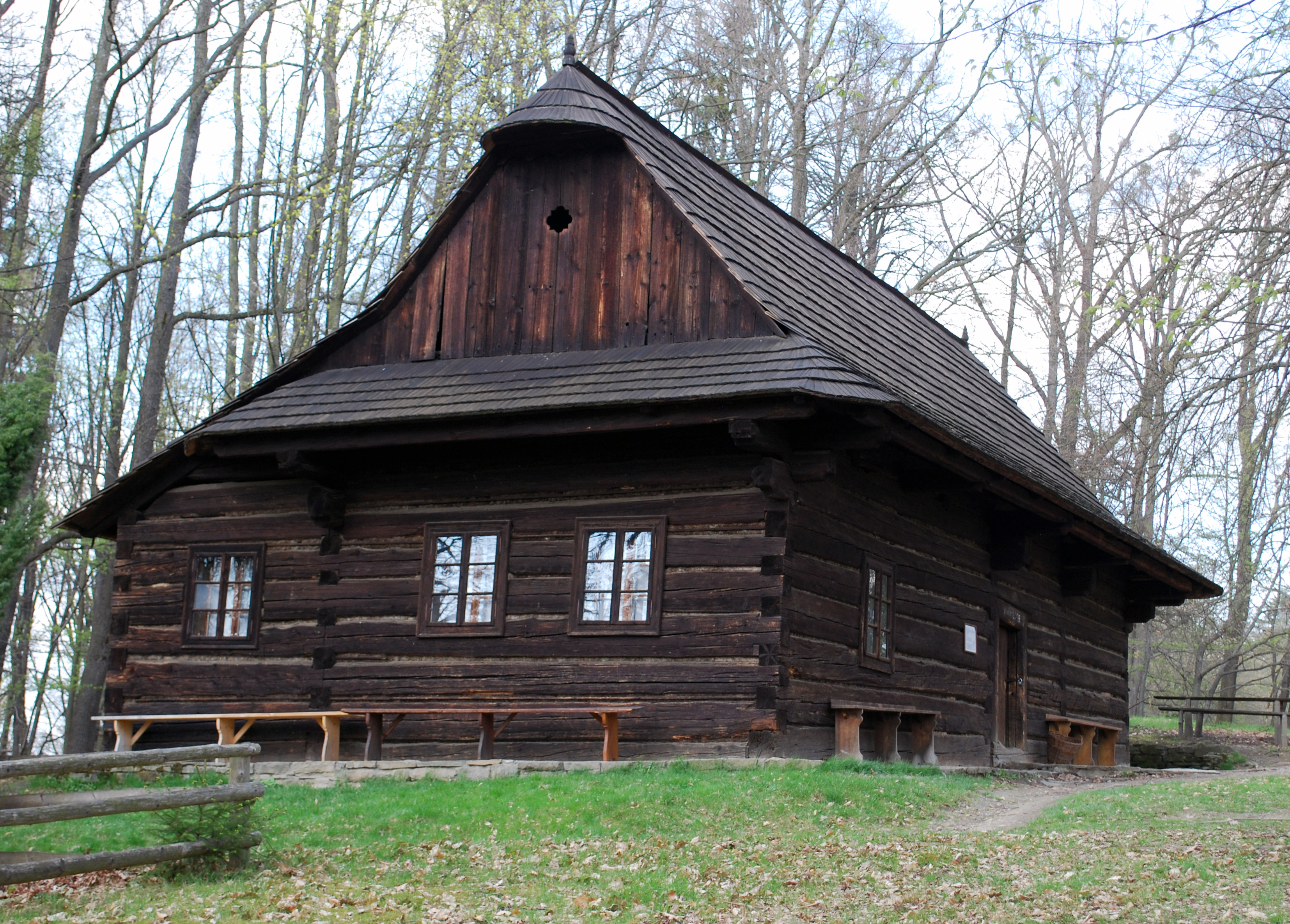
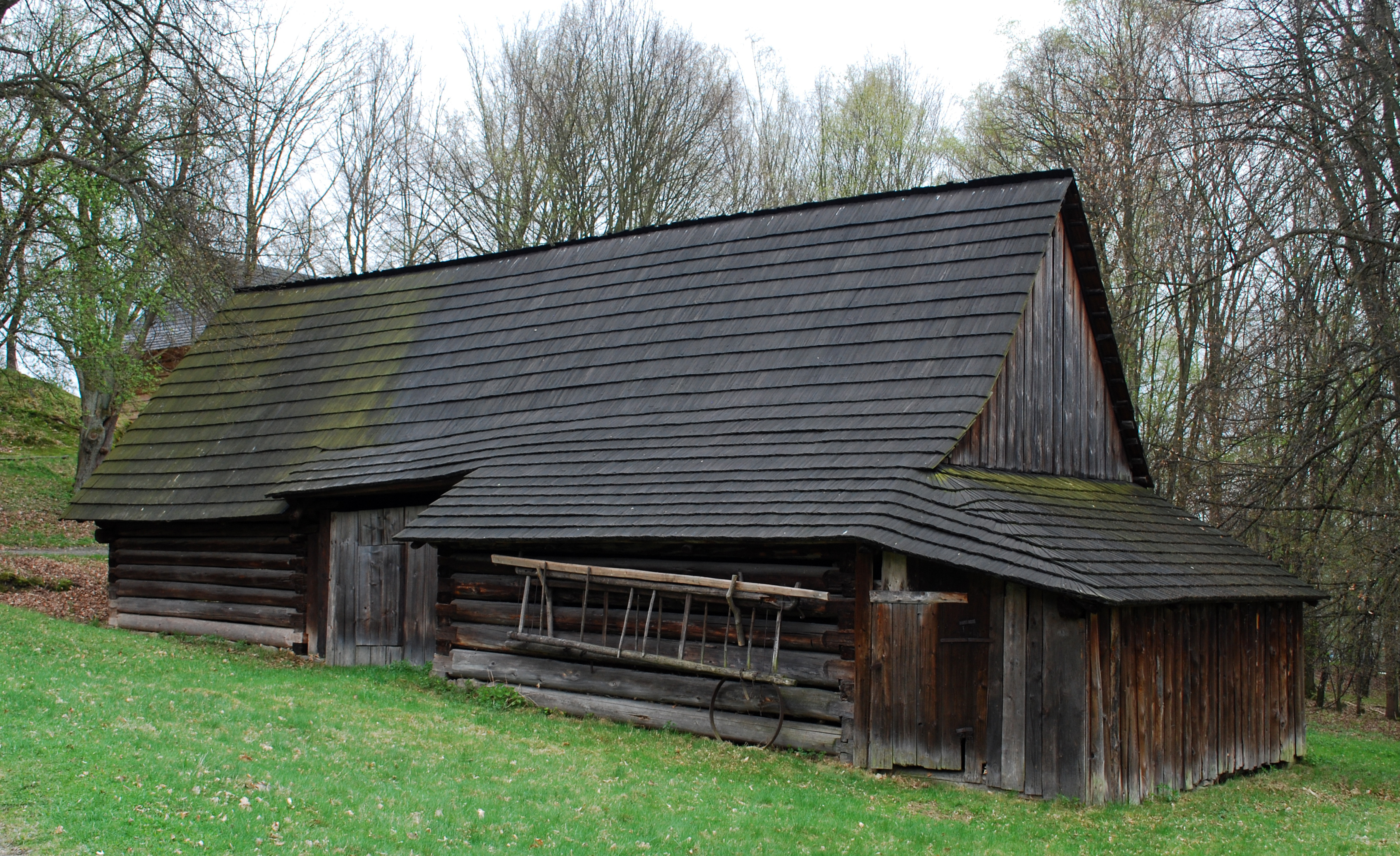
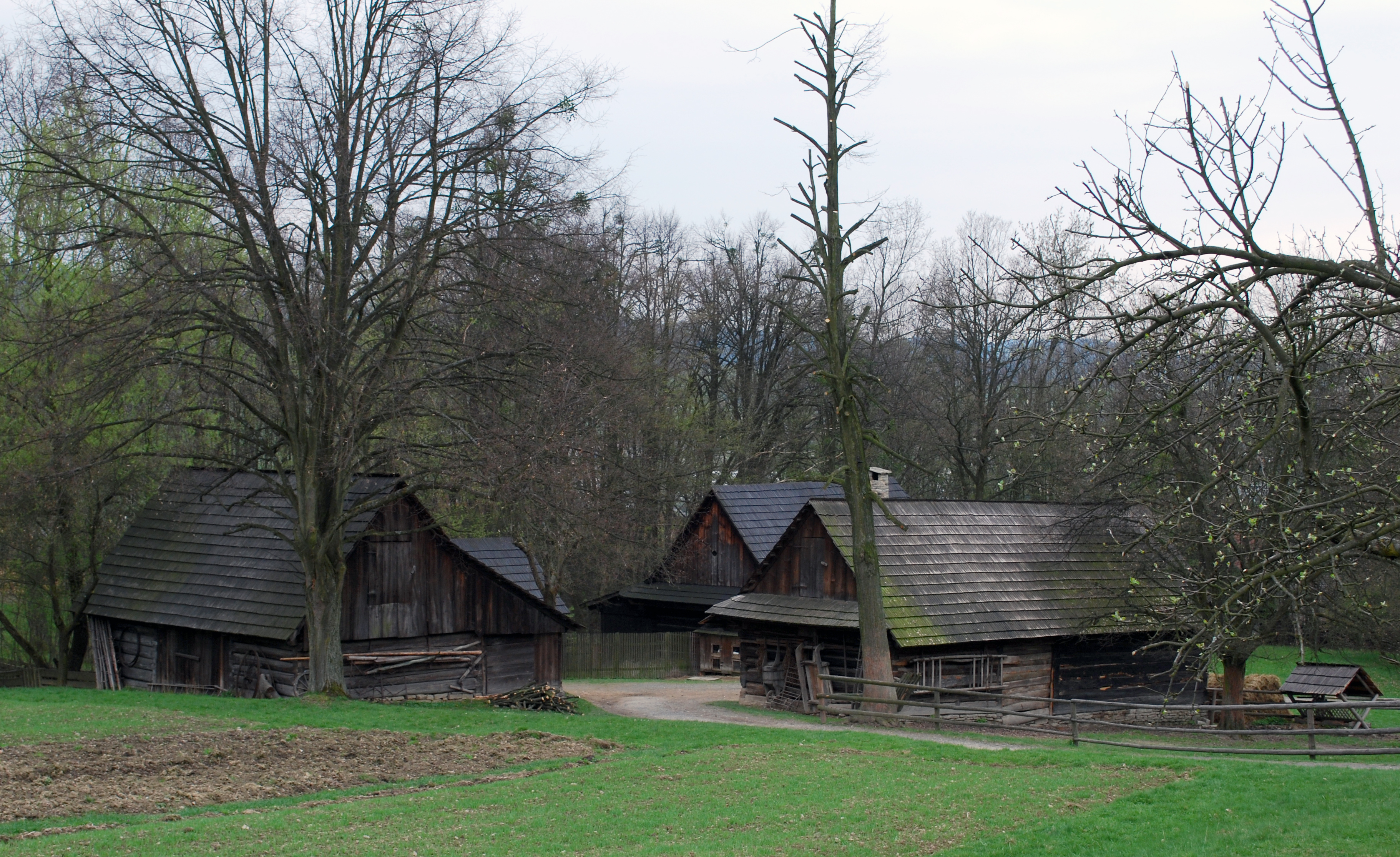
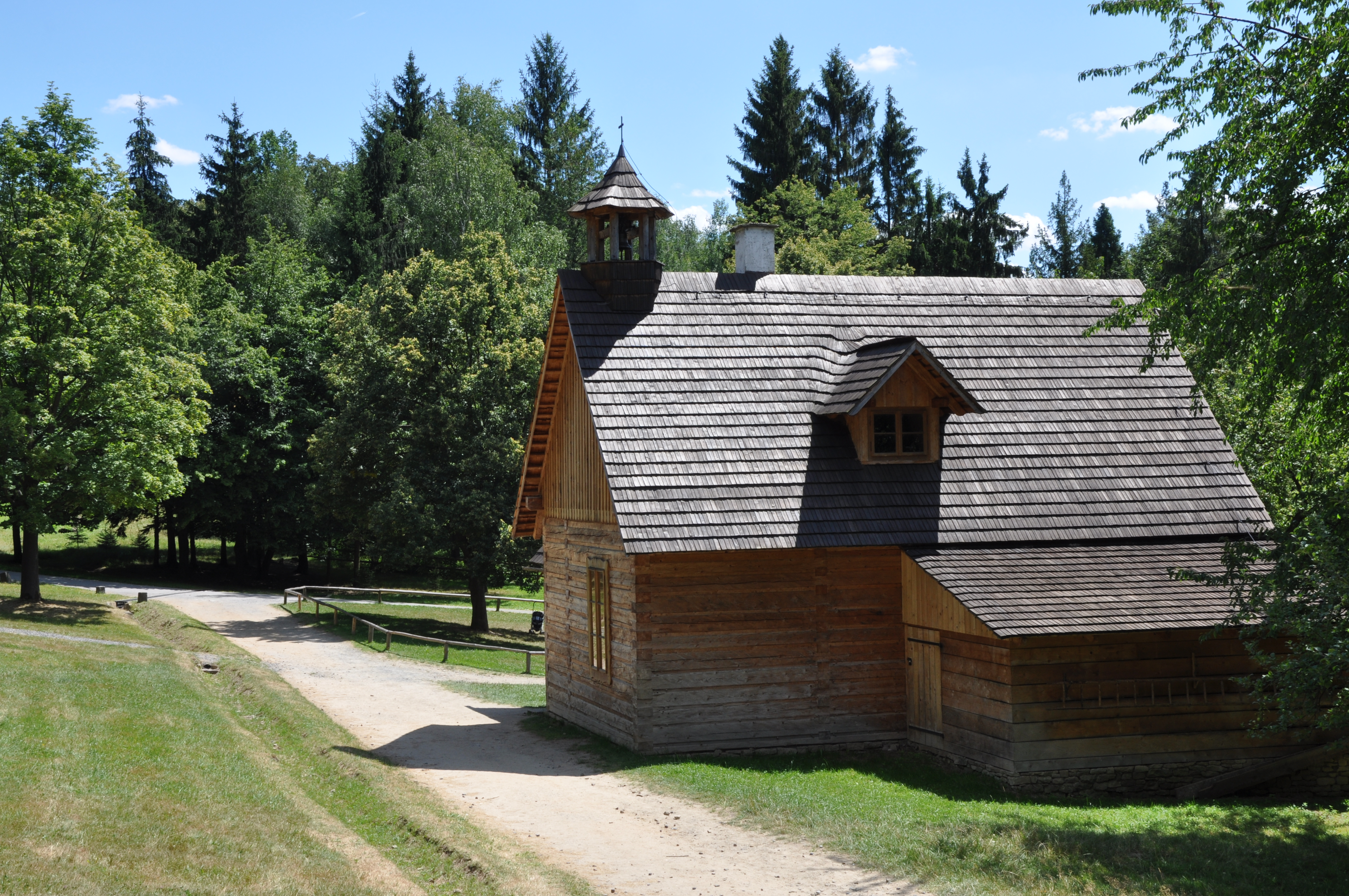
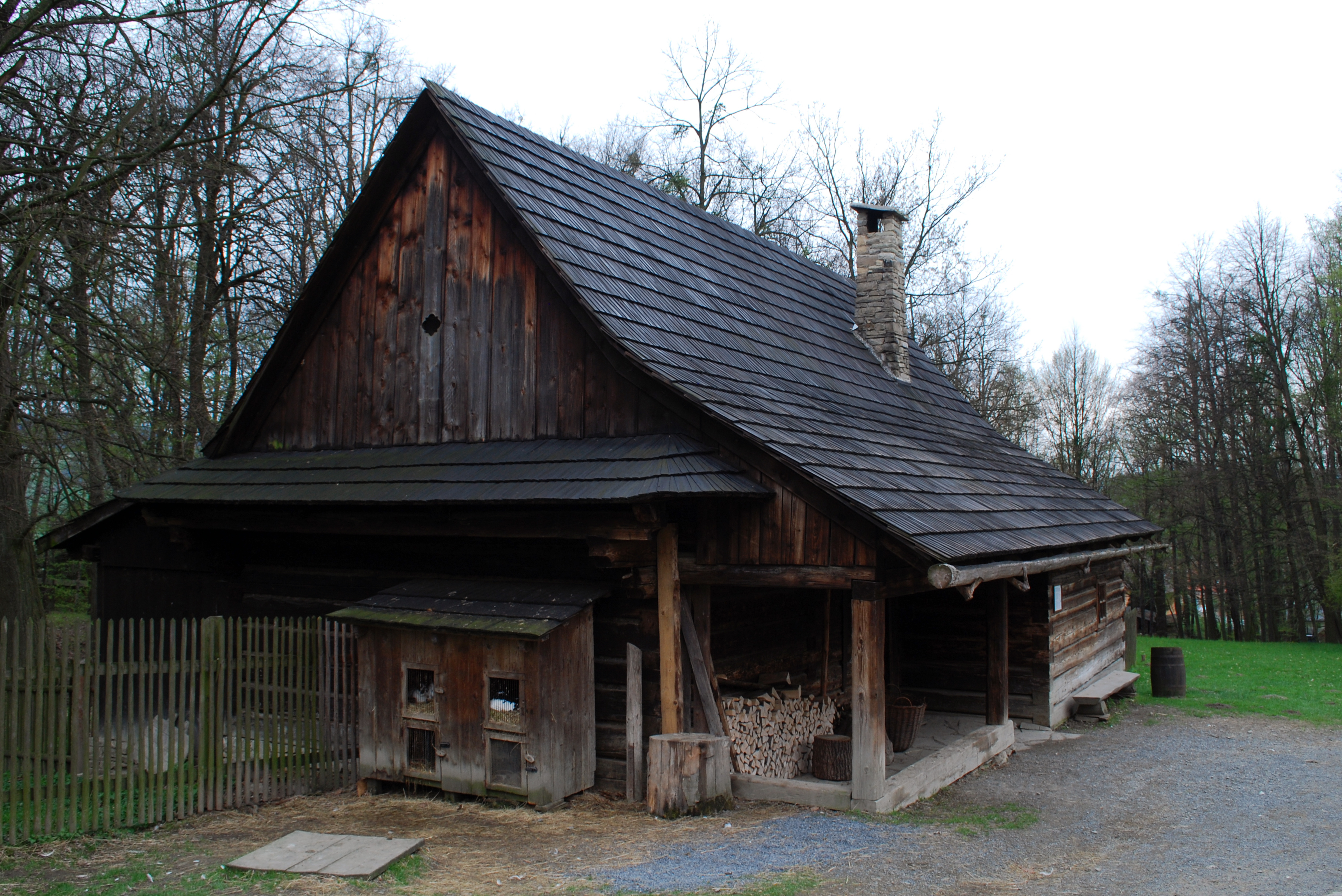